# Mannen i mitten
Mannen i mitten är ett samlingsalbum av Peter LeMarc, utgivet 1992 på skivmärket MNW.

## Låtlista
1. Mannen i mitten
2. Som om ingenting hänt
3. Sömnlösas måne
4. Mellan dej och mej (BomKrash remix)
5. Längre än så/Här kommer din älskling
6. (Jag ska) Gå hel ur det här (live)
7. Vänta dej mirakel! (live)
8. Sången dom spelar när filmen är slut (akustisk version)
9. Inget händer här
10. Hur hjärtat jämt gör som det vill (live)
11. Heartbreak hotel (Mae Boren Axton, Tommy Durden, Elvis Presley) (live)

## Medverkande
- Peter LeMarc (upphovsman)
- Mae Boren Axton (upphovsman)
- Tommy Durden (upphovsman)
- Elvis Presley (upphovsman)
- Peter LeMarc, (medverkande)